# Елгін (парафія, Нью-Брансвік)
Елгін (англ. Elgin) — парафія в Канаді, у провінції Нью-Брансвік, у складі графства Альберт.

## Населення
За даними перепису 2016 року, парафія нараховувала 892 особи, показавши скорочення на 7,9%, порівняно з 2011-м роком. Середня густина населення становила 1,7 осіб/км².
З офіційних мов обидвома одночасно володіли 95 жителів, тільки англійською — 795. Усього 30 осіб вважали рідною мовою не одну з офіційних.
Працездатне населення становило 56,6% усього населення, рівень безробіття — 8,9% (12,5% серед чоловіків та 4,8% серед жінок). 83,3% осіб були найманими працівниками, а 11,1% — самозайнятими.
Середній дохід на особу становив $30 672 (медіана $25 536), при цьому для чоловіків — $33 927, а для жінок $27 241 (медіани — $34 304 та $19 904 відповідно).
36,5% мешканців мали закінчену шкільну освіту, не мали закінченої шкільної освіти — 23,9%, 39,6% мали післяшкільну освіту, з яких 17,5% мали диплом бакалавра, або вищий.
| Статево-вікова структура населення | Статево-вікова структура населення | Статево-вікова структура населення | Статево-вікова структура населення | Статево-вікова структура населення |
| ---------------------------------- | ---------------------------------- | ---------------------------------- | ---------------------------------- | ---------------------------------- |
|                                    |                                    |                                    |                                    |                                    |
| Всього                             | Всього                             | 53,9%46,1%                         |                                    |                                    |
| 0 — 14 років                       | 0 — 14 років                       |                                    | 12,9%                              | 12,9%                              |
| 15 — 64 років                      | 15 — 64 років                      |                                    | 59,6%                              | 59,6%                              |
| 65 і більше                        | 65 і більше                        |                                    | 27,5%                              | 27,5%                              |
| 85 і більше                        | 85 і більше                        |                                    | 1,7%                               | 1,7%                               |
| Середній вік (років)               | Середній вік (років)               | 48,348,1                           | 48,2                               | 48,2                               |
| Медіана (років)                    | Медіана (років)                    | 53,353,9                           | 53,6                               | 53,6                               |
| — чоловіки — жінки                 |                                    |                                    |                                    |                                    |

| Походження мешканців:     | Походження мешканців:     | Походження мешканців: | Походження мешканців: | Походження мешканців: |
| ------------------------- | ------------------------- | --------------------- | --------------------- | --------------------- |
| Походження                |                           |                       | осіб                  | %                     |
| Корінні американці        | Корінні американці        |                       | 25                    | 2.81%                 |
| Інше північноамериканське | Інше північноамериканське |                       | 480                   | 53.93%                |
| Європейське               | Європейське               |                       | 515                   | 57.87%                |
| британське                | британське                |                       | 375                   | 42.13%                |
| французьке                | французьке                |                       | 70                    | 7.87%                 |
| Латинськоамериканське     | Латинськоамериканське     |                       | 10                    | 1.12%                 |
| Азійське                  | Азійське                  |                       | 20                    | 2.25%                 |

| Зайнятість населення за галузями (за класифікацією NOC): | Зайнятість населення за галузями (за класифікацією NOC): | Зайнятість населення за галузями (за класифікацією NOC): | Зайнятість населення за галузями (за класифікацією NOC): | Зайнятість населення за галузями (за класифікацією NOC): |
| -------------------------------------------------------- | -------------------------------------------------------- | -------------------------------------------------------- | -------------------------------------------------------- | -------------------------------------------------------- |
|                                                          |                                                          |                                                          |                                                          |                                                          |
| Управління                                               | Управління                                               |                                                          | 7,1%                                                     | 7,1%                                                     |
| Бізнес, фінанси та адміністрування                       | Бізнес, фінанси та адміністрування                       |                                                          | 15,3%                                                    | 15,3%                                                    |
| Природничі та прикладні науки                            | Природничі та прикладні науки                            |                                                          | 2,4%                                                     | 2,4%                                                     |
| Охорона здоров'я                                         | Охорона здоров'я                                         |                                                          | 9,4%                                                     | 9,4%                                                     |
| Освіта, правозахист, муніципальні та урядові служби      | Освіта, правозахист, муніципальні та урядові служби      |                                                          | 8,2%                                                     | 8,2%                                                     |
| Роздрібна торгівля та послуги                            | Роздрібна торгівля та послуги                            |                                                          | 22,4%                                                    | 22,4%                                                    |
| Гуртова торгівля, транспорт та обладнання                | Гуртова торгівля, транспорт та обладнання                |                                                          | 22,4%                                                    | 22,4%                                                    |
| Природні ресурси, сільське господарство                  | Природні ресурси, сільське господарство                  |                                                          | 8,2%                                                     | 8,2%                                                     |
| Виробництво                                              | Виробництво                                              |                                                          | 4,7%                                                     | 4,7%                                                     |

## Клімат
Середня річна температура становить 5°C, середня максимальна – 22,4°C, а середня мінімальна – -14,1°C. Середня річна кількість опадів – 1 323 мм.
| Клімат поселення                              | Клімат поселення | Клімат поселення | Клімат поселення | Клімат поселення | Клімат поселення | Клімат поселення | Клімат поселення | Клімат поселення | Клімат поселення | Клімат поселення | Клімат поселення | Клімат поселення | Клімат поселення |
| Показник                                      | Січ.             | Лют.             | Бер.             | Квіт.            | Трав.            | Черв.            | Лип.             | Серп.            | Вер.             | Жовт.            | Лист.            | Груд.            |                  |
| Середній максимум, °C                         | −3,27            | −2,26            | 2,52             | 8,29             | 15,13            | 20,09            | 22,39            | 21,36            | 17,00            | 11,12            | 5,48             | −1,34            |                  |
| Середня температура, °C                       | −8,65            | −7,66            | −2,87            | 2,89             | 9,72             | 14,69            | 18,45            | 17,41            | 13,06            | 7,17             | 1,53             | −5,29            |                  |
| Середній мінімум, °C                          | −14,06           | −13,06           | −8,28            | −2,51            | 4,31             | 9,29             | 14,48            | 13,45            | 9,12             | 3,22             | −2,44            | −9,24            |                  |
| Норма опадів, мм                              | 121              | 104              | 119              | 110              | 120              | 111              | 95               | 84               | 101              | 103              | 128              | 127              |                  |
| Середньомісячна швидкість вітру, м/с          | 4.14             | 4.12             | 4.28             | 4.16             | 3.74             | 3.28             | 3.00             | 2.88             | 3.14             | 3.53             | 3.81             | 4.12             |                  |
| Середньомісячна сонячна радіація, кДж/м²·день | 5263             | 8587             | 12213            | 15159            | 18161            | 20173            | 19977            | 17612            | 13291            | 8454             | 4922             | 3995             |                  |
| --------------------------------------------- | ---------------- | ---------------- | ---------------- | ---------------- | ---------------- | ---------------- | ---------------- | ---------------- | ---------------- | ---------------- | ---------------- | ---------------- | ---------------- |
| Джерело:                                      |                  |                  |                  |                  |                  |                  |                  |                  |                  |                  |                  |                  |                  |